# Inis Tuaisceart
Inis Tuaiscerat (Inishtooskert inglese) è una delle isole Blasket, al largo della penisola di Dingle, nel Kerry, contea d'Irlanda.
Il nome gaelico significa semplicemente "isola del nord": Inishtooskert, infatti, è la più settentrionale dell'arcipelago e si innalza per 172 metri dalle acque dell'oceano.
L'isola, oltre che destare interesse per numerosi edifici in rovina costruiti in pietra, ospita numerose colonie di uccelli marini: di particolar nota quella che riguarda l'Uccello delle tempeste europeo (Hydrobates pelagicus) con 27.000 esemplari individuati nel 2000 da Seabird 2000, sicuramente la più grande in Irlanda e Gran Bretagna e forse anche nel mondo.
Inishtooskert viene spesso simpaticamente appellata come The Sleeping Giant ("Il gigante che dorme"): una leggenda vuole che fosse, infatti, un gigante fatto apparire da un druido. A guardarla dalla terraferma e da est infatti, specialmente al tramonto, sembra proprio un'enorme sagoma umana coricata supina che riposa. Per lo stesso motivo, viene altre volte chiamata An Fear Marbh, "l'uomo morto".